# Peruban történt légi közlekedési balesetek listája
A Peruban történt légi közlekedési balesetek listája mind a halálos áldozattal járó, mind pedig a kisebb balesetek, meghibásodások miatt történt, gyakran csak az adott légiforgalmi járművet érintő baleseteket is tartalmazza évenkénti bontásban.

## Peruban történt légi közlekedési balesetek

### 1996
- 1996. február 29., Arequipa közelében. A Compañía de Aviación Faucett légitársaság 251-es járata, lajstromjele: OB-1451, egy Boeing 737–222 típusú utasszállító repülőgép lezuhant leszállási manővere kezdetén. A gépen tartózkodó 117 utas és 6 fős személyzet életét vesztette a tragédiában.[1][2][3]
- 1996. október 2., Huaral közelében. Lezuhant az Aeroperú légitársaság 603-as járata, a társaság egyik Boeing 757-23A típusú utasszállító gépe Peru partjainál. A gépen tartózkodó 61 utas és 9 fős személyzet tagjai közül mindenki életét vesztette.[4][5]